# HD 126614
HD 126614 — кратная звезда в созвездии Девы на расстоянии приблизительно 238 световых лет (около 73 парсек) от Солнца. Возраст звезды определён как около 7,2 млрд лет.
Вокруг звезды обращается, как минимум, одна планета.

## Характеристики
Первый компонент (HD 126614A) — жёлто-оранжевая звезда спектрального класса G8IV, или K0V, или K0. Визуальная звёздная величина звезды — +8,79m. Масса — около 1,145 солнечной, радиус — около 1,353 солнечного, светимость — около 1,21 солнечной. Эффективная температура — около 5367 K.
Второй компонент — коричневый карлик. Масса — около 25,45 юпитерианской. Удалён в среднем на 1,534 а.е..
Третий компонент (WDS J14268-0511C) — красный карлик спектрального класса M. Визуальная звёздная величина звезды — +14,4m. Масса — около 81 юпитерианской. Орбитальный период — около 59,979 года. Удалён на 0,5 угловой секунды (в среднем на 15,229 а.е.).
Четвёртый компонент (HD 126614B) — красный карлик спектрального класса M5,5V. Визуальная звёздная величина звезды — +17m. Масса — около 0,304 солнечной, радиус — около 0,323 солнечного, светимость — около 0,0086 солнечной. Эффективная температура — около 3203 K. Орбитальный период — около 2443 лет. Удалён на 41,9 угловой секунды (в среднем на 3040 а.е.).
В химическом составе HD 126614A  присутствует чрезвычайно много  тяжёлых элементов — в 3,6 раза больше, чем в составе Солнца. В каталоге спектральных характеристик холодных звёзд SPOCS данная звезда занимает первое место по металличности среди 1040 других.

## Планетная система
В 2010 году командой калифорнийских астрономов было объявлено об открытии планеты HD 126614 Ab. Это газовый гигант с массой, приблизительно равной 0,38 массы Юпитера. Он обращается на расстоянии 2,35 а.е. по слабо вытянутой эллиптической орбите. Открытие было совершено методом Доплера.